# Gong Xinzhan
Gong Xinzhan (ur. 2 czerwca 1869 w Hefei, zm. 13 grudnia 1943 w Tiencinie) – chiński polityk, w 1919 tymczasowy premier rządu Republiki Chińskiej, minister finansów, spraw wewnętrznych i transportu w różnych rządach.

## Życiorys
Urodził się w 2 czerwca 1869 roku w Hefei w prowincji Anhui. Uczył się, a następnie studiował w Wielkiej Brytanii, po powrocie do Chin pracował w dyplomacji. Pod koniec panowania dynastii Qing został burmistrzem Kantonu. Był zastępcą ministra finansów, a w latach 1918–1919 był gubernatorem rodzinnej prowincji Anhui. 1 stycznia 1919 objął urząd po Cao Rulinie funkcję ministra finansów Republiki Chińskiej w rządzie Qian Nengxuna. 13 czerwca tegoż roku został tymczasowo premierem Chin zastąpiwszy Qian Nengxuna na stanowisku. Po trzech miesiącach, 24 września 1919 złożył oba urzędy nowym premierem został Jin Yunpeng, a następcą Gong Xinzhana na stanowisku ministra finansów – Li Shao. 24 października 1924 został następcą Wang Yongjianga na stanowisku ministra spraw wewnętrznych w rządzie Yan Huiqinga, a następnie Huang Fu. 28 listopada 1925 objął, po Ye Gongchuo, tekę ministra transportu. 31 grudnia 1925 nowym ministrem finansów został Yu Youren, zaś na stanowisku ministra transportu Gong Xinzhan pracował do 29 kwietnia 1926, gdy jego następcą został Zhang Zhitan. Następnie odszedł ze służby rządowej i pracował jako prezes Chinese Bank of Enterprises.
Gong Xinzhan zmarł w 13 grudnia 1943 roku w Tiencinie.